# Walter Wenger (Grafiker)

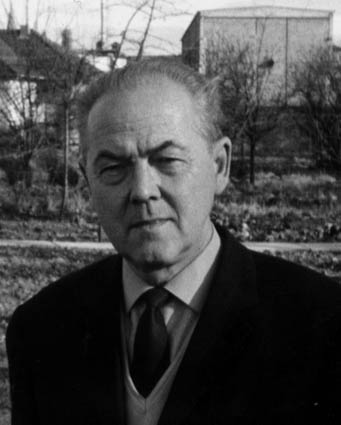
Walter Wenger, 1966

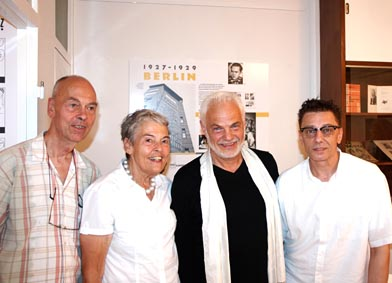
Vernissage zur Ausstellung Walter Wenger-Grafiker, Illustrator, Zauberkünstler. Das Foto zeigt von li. n. re: Sohn Peter Wenger, Tochter Renate Groß, Galerist Wittus Witt, Designer Peter Busch

Walter Wenger (* 12. November 1906 in Insterburg, Ostpreußen; † 1. Februar 1983 in Frankfurt am Main) war ein deutscher Schaufenstergestalter, Gebrauchsgrafiker, Illustrator und Amateur-Zauberkünstler.

## Werdegang
1920 beginnt Walter Wenger eine Lehre als Schaufensterdekorateur, 1927 wird er Reklameassistent in Berlin. Danach bildet er sich weiter zum Gebrauchsgrafiker und nimmt Kurse an der Berliner Reimann Schule.
1945 zieht er mit seiner Familie (2 Kinder, ein Sohn und eine Tochter) nach Erfurt, wo er auch zauberisch aktiv wird. Hier gestaltet er für die erste Ausgabe der Thüringischen Landeszeitung den Zeitungskopf.
1956 beginnt er die grafische Betreuung der Zeitschrift „Zauberkunst“. Im selben Jahr lernt er den Zaubergerätehändler und Verleger W. Geissler-Werry kennen. Walter Wenger beginnt, Werrys 1. Hauptkatalog zu illustrieren.
1958 zieht Walter Wenger nach Düren und übernimmt die komplette redaktionelle Arbeit und die grafische Gestaltung der Zeitschrift Magische Welt, die er bis 1974 durchführt.
Danach zieht er krankheitsbedingt zu seiner Tochter nach Frankfurt und lebt dort bis zu seinem Tode.
Während seiner Dürener Zeit hat Walter Wenger die Firmen Gerda und eine Druckerei für Wein- und Sektflaschenetiketten in Düren grafisch betreut. Walter Wenger gestaltete die Titelseite der Zeitschrift Die Zauberkugel von Franz Braun.
Vom 22. Juli bis zum 30. September 2013 widmete die Galerie-W in Hamburg Walter Wenger eine Sonderausstellung.
Gezeigt werden aus dem Schaffen Walter Wengers Plakatbeispiele, Buchtitel, Verpackungen, Briefbögen und Illustrationen aus der Zeitschrift Magische Welt.
Zur Vernissage am 22. Juli 2013 waren extra aus Frankreich der Künstler und Sohn, Peter Wenger, und die Schwester, Renate Groß, aus Frankfurt angereist.